# Grammatica occitana
La grammatica occitana presenta molte similitudini con le grammatiche francese, italiana e spagnola, in quanto l'occitano appartiene alla stessa famiglia linguistica dell'italiano, del francese e dello spagnolo, vale a dire alle lingue romanze.

## Il nome
I nomi sono in linea di principio invariabili.

## Il pronome

### Pronomi soggetto
Come nelle altre lingue romanze meridionali, i verbi sono normalmente utilizzati senza pronome soggetto, essendo le desinenze sufficienti a identificare le forme verbali (l'occitano si distingue in questo caso dal francese e dal francoprovenzale). Si impiega il pronome personale per insistere sul soggetto o per dare più peso alla frase (salvo nel limosino, dove l'uso tende ad essere simile al francese). I pronomi sono:
- Prima persona singolare (io): ieu o jo
- Seconda persona singolare (tu): tu
- Terza persona singolare: ela (limosino: la) o era - ella, essa; el o eth o eu (limosino) - egli, esso
- Prima persona plurale (noi): nos o nosautres (maschile), nosautras (femminile), nautres (limosino)
- Seconda persona plurale (voi):  vos o vosautres (maschile), vosautras (femminile), vautres (limosino)
- Terza persona plurale: els o eths o ilhs - essi; elas o eras - esse; è usata anche per la forma di cortesia

## Articoli

### Articoli determinativi
- Singolare : lo (maschile), la (femminile) o l' davanti a vocale (maschile o femminile).
- Plurale : los (maschile), las (femminile). In provenzale, l'articolo determinativo plurale, maschile e femminile è lei che prende una s davanti a vocale.

Le reposizioni a e de seguite dall'articolo determinativo si contraggono con parole maschili, singolari o plurali, che cominciano per consonante. Non si contraggono né davanti a nome maschile iniziante per vocale (con l'articolo eliso), né davanti a nome femminile (salvo nel provenzale al femminile plurale).
- a + lo: au, al.
- a + los: aus, als
- a + lei (provenzale): ai, ais (davanti a vocale)
- de + lo: dau, deu, del
- de + los: daus, deus, dels
- de + lei (provenzale): dei, deis (davanti a vocale)

### Articoli indeterminativo
- Singolare : un (maschile), una o ua in guascone (femminile). Il limosino conosce anche la forma 'na al femminile (aferesi).
- Plurale : de. In guascone, non è impiegato. In limosino, si ha daus (maschile) e de las (femminile).

## La formazione del plurale
La formazione del plurale degli aggettivi e dei nomi differisce poco.
In generale, il plurale si ottiene aggiungendo -s al singolare:
- òme → òmes
- femna → femnas
- blanc → blancs
- blanca → blancas

Per i plurali detti "sensibili", cioè per le parole terminanti per  ç, s, is, ch, g, sc, st,  si formano con -es.
- braç → braces
- tais → taisses
- mois → moisses
- païs → païses
- pas → passes
- cas → cases
- las → lasses
- fach → faches
- puèg → puèges
- bòsc → bòsques
- trast→ trastes
- trist→ tristes
- abondós → abondoses
- fus→ fuses
- ros→ rosses

Alcuni articoli, pronomi o aggettivi hanno ugualmente il loro plurale in -es (plurali sensibili detti "abusivi")
- un → unes
- aquel → aqueles
- el → eles

Le parole in tz hanno il loro plurale in -ses.
- votz → voses
- cantairitz → cantairises

Eccezione: la patz → las patz
I nomi di famiglia vanno al plurale:
- los Andrieus, los Negres, los Ortolans, los Bòsques, los Rosses

I nomi impiegati in senso collettivo o partitivo non hanno plurale:
- la polalha, l'aujam, lo postam, l'arbram, lo folhum, l'auselum, lo femnum, la lenha, l'òssa, la frucha, lo bestial

Le parole che definiscono cose composte da due parti o più si utilizzano solo al plurale:
- las bragas,  las cauças, las mordassas, las morenas, los talhants, las tenalhas

Succede lo stesso per i nomi di feste, cerimonie religiose o lavori agricoli:
- Cendres, Pascas, Vèspras, vigilhas, cubrisons, sègas, semenilhas, vendemias

Per le parole composte si distinguono diversi casi:
- In quelle formate da due nomi in opposizione o da un nome seguito o preceduto da un aggettivo qualificativo, variano in entrambi i termini.
  - pòrta-fenèstra →	pòrtas-fenèstras
  - nap-caulet → naps-caulets
  - agulha-cosent →	agulhas-cosents
- In quelle formate da un aggettivo preceduto da un nome che serve da complemento, o da due nomi di cui uno è il complemento dell'altro, o da un verbo e dal suo complemento, varia solo l'ultimo termine.
  - alablanc	→ alablancs
  - terratremol → terratremols
  - rampalm	→ rampalms
  - cordolor → cordolors
  - sarracap → sarracaps
  - palfèr →	palfèrs
- Nei nomi formati da un nome seguito da una preposizione, a sua volta seguita da un altro nome, il complemento (la preposizione più il nome che lo segue) resta invariabile.
  - cap d'ostal → caps d'ostal
  - molin de vent → molins de vent
- Tuttavia, quando il senso della composizione si è ormai perduto, i nomi composti hanno tendenza a essere trattati come nomi semplici.
  - aigardent → aigardents
  - vinagre → vinagres
  - vidalba → vidalbas
  - capmèstre → capmèstres
  - capmàs →	capmases
  - maldecap	→ maldecaps
- Si possono trovare sostantivi che, nonostante il loro modo verbale, prendono il plurale.
  - paucval	→ paucvals (mascalzone; in fr. vaurien)
  - malagacha → malagachas (che ha il malocchio)
  - fug l'òbra → fug l'òbras (pigro, fannullone)

I plurali si impiegano facilmente per una cosa unica, o multipla, o per dare un valore espressivo.
- sonar los classes (rintocco funebre)
- seguir las escòlas (andare a scuola)
- las susors me prenon (sono pieno di sudore)
- far las patz (fare la pace)
- de cuols (sul retro)
- de ventres (sul ventre)

## Il verbo
I verbi occitani si dividono in tre categorie a seconda della loro terminazione : -ar, -ir, -er o -re.

### Verbi ausiliari
Come in francese o in italiano, i verbi ausiliari utilizzati nella coniugazione dei tempi composti sono il verbo aver (avere) e il verbo èsser o estar (essere).

### L'enunciativo
- Affermazione: que
- Esclamazione: be
- Interrogazione: e
- Augurio: e
- Per ricordare una congiunzione, un pronome relativo: quan...E o qui'...e
- Nelle proposizioni incise (verbi: dire, faire...) e

### I tempi

#### L'indicativo presente
|                           | -ar          | -ir          | -er o -re    |
| ------------------------- | ------------ | ------------ | ------------ |
| Prima persona singolare   | -i / -e / -o | -i / -e / -o | -i / -e / -o |
| Seconda persona singolare | -as          | -es          | -es          |
| Terza persona singolare   | -a           | -°           | -°           |
| Prima persona plurale     | -am          | -im / -èm    | -èm / -em    |
| Seconda persona plurale   | -atz         | -itz/ -ètz   | -ètz / -etz  |
| Terza persona plurale     | -an          | -en / -on    | -on / -en    |

La terminazione della prima persona singolare dipende dalla regione e dal dialetto parlato:
- -i : Provenzale marittimo, nizzardo (di pianura), linguadociano, guascone
- -e : Provenzale rodaniano, limosino, alverniate, linguadociano a est (Montpellier) e a nord (Aveyron e Cantal) della zona dialettale
- -o : Vivaro-alpino, nizzardo (di montagna)

Molti verbi terminanti in -ir sono di tipo incoativo. Essi si coniugano inserendo una particella detta infisso tra la radice e la terminazione: Radice + Infisso + Terminazione. Gli infissi sono : -eish-, -ish-, -esc-, o -isc.
Per i verbi in -er o -re, alla terza persona singolare, si può osservare un mutamento della consonante della radice in alcuni casi: saber dà sap, poder dà pòt, dire dà ditz.

#### Il Futuro
Il futuro si forma aggiungendo all'infinito le seguenti desinenze:
| Prima persona singolare   | -ai  |
| Seconda persona singolare | -às  |
| Terza persona singolare   | -à   |
| Prima persona plurale     | -em  |
| Seconda persona plurale   | -etz |
| Terza persona plurale     | -àn  |

#### Il participio passato
Il participio passato dei verbi in -ar si forma con radice + at (maschile) o ada (femminile). Esempio: Lo tren es arribat, la veitura es arribada (il treno è arrivato, l'automobile è arrivata).
Il participio passato dei verbi in -ir si forma con radice + it (maschile) o ida (femminile). Esempio : Lo libre es legit, la tarta es finida
Il participio passato dei verbi in -er / -re si forma con radice + ut (maschile) o uda (femminile). Esempio : Lo blat es batut, la mirga m'a morduda

#### Il passato composto
S'impiega quando un'azione cominciata nel passato si prolunga o ha effetti nel presente. Si costruisce con l'ausiliare èsser/estar o l'ausiliare aver seguito dal participio passato : ai parlat, son arribats.
Il verbo èsser / estar è il suo proprio ausiliare, così come quello dei verbi pronominali, in generale. 
L'avverbio di negazione o di quantità, si colloca in generale tra l'ausiliare e il participio passato : Ai pas dejunat.

## La frase negativa
In generale, l'avverbio di negazione (fr. pas, gaire, gaire, non...) si colloca dopo il verbo: Parla pas (in francese: il ne parle pas). In guascone e in provenzale, si trova : Non / ne parla pas o Non parla.